# Nagyvárad magyar irodalmi élete
Nagyvárad magyar irodalmi élete – Az első írásos feljegyzésekben Varadinum néven említett város alapítási évének a kutatás 1083-at tekinti; Szent László hamvait 1096-ban a már felépült püspöki székesegyházba hozták. Középkori történetének emlékét a Váradi Regestrum, a káptalan jelenlétében lefolytatott peres ügyek és istenítéletek 1217–35 közötti évekből fennmaradt jegyzőkönyve és a tatárjárást megörökítő Rogerius Siralmas éneke (1244) őrzi.

## 14–17. század
A püspöki székhelyű város a 14. század második felében válik a magyar reneszánsz jelentős központjává. Irodalmi hírnevét Vitéz János püspök (1445-65) udvarának humanista köre alapozta meg, aki gazdag könyvtárat rendezett be, külföldi tudósokat és művészeket gyűjtött maga köré. Udvarában nevelkedett unokaöccse, Csezmiczei János (Janus Pannonius) is, aki váradi időzését Búcsú Váradtól c. latin nyelvű elégiájában örökítette meg. Vitéz János buzdítására készítette el Pauerbach György bécsi egyetemi tanár a nap- és holdfogyatkozásokat feltüntető "váradi tabellák"-at. Udvarának humanista szelleme utódaiban is tovább élt. Közülük Filipecz-Pruisz János püspök (1476-90) szintén pártolója volt a tudományoknak és a művészeteknek. Nyomdát alapított; neki tulajdonítják Thuróczi János krónikájának azt az utánnyomását, amelyet Rogerius Siralmas énekével toldott meg (1488). Váradi püspök volt Martinuzzi (Fráter) György is, aki megtalálta és Heltai Gáspár nyomdájában kiadta (1550) a Váradi regestrumot, a középkori magyar jogtörténet e fontos dokumentumát. Váradhoz egyébként két fontos törvénygyűjtemény is fűződik: az Ilosvay kanonok által megmentett és Ilosvay kanonok által kiadott magyar törvények gyűjteménye (Nagyszombat, 1584) és az Erdélyi Fejedelemség törvénykönyve (Approbatae Constitutiones Regni Transylvaniae et Partium Hungariae eidem annexarum. 1540-1653).
Várad a középkortól fogva jelentős iskolaközpont is volt. Káptalani iskolájában nevelkedett Oláh Miklós, a híres humanista, későbbi esztergomi érsek, aki emlékirataiban méltatja egykori iskolája magas színvonalát.
Az anyanyelvűség szellemi ébresztője a bihari tájakon a 16. század első felében hódító reformáció. Biharban a kálvini reformáció terjed el: Váradon zajlik le az 1559. évi zsinat, amelyen a debreceni és váradi prédikátorok az úrvacsora kérdésében a kálvini értelmezést fogadják el, s ugyancsak a városhoz kötődik az 1569. évi "váradi disputa" a reformátusok és az unitáriusok között, amelynek eredményeként a vitán jelen lévő János Zsigmond fejedelem megerősíti a tordai országgyűlésnek a vallásszabadságra vonatkozó végzését. Ezt követően költözik a városba Hoffhalter Rafael nyomdászmester, aki itt nyomtatja ki Méliusz Juhász Péter Jób könyve-fordítását (1565) és a Szentháromságról szóló vitairatát (1567), valamint a protestáns énekeskönyvet. Később az Angliából terjedő puritánus mozgalom is meghonosodott Váradon, s erős befolyást gyakorolt a város protestáns szellemi életére. A főiskola mellett nyomda is működött ebben az időben Szenczi Kertész Ábrahám vezetésével: termékei közül legjelentősebb a váradi biblia, amelynek nyomtatását Vég-Várad eleste miatt Kolozsváron fejezték be (1661). Ugyancsak Szenczi Kertész Ábrahám nyomdájában jelent meg Comenius több munkája, s Geleji Katona István kétkötetes imakönyve (1645-47) is.
A váradi katolicizmus újjáéledését a jezsuiták visszatérése jelentette (1585). Viták indultak a két felekezet papjai között. Ezek vezéralakja Szántó (Arator) István jezsuita hitszónok, aki 1582-86 között működött Váradon, s élénk hitvitát folytatott Beregszászi Péter prédikátorral, akinek Apológiája (1585) őrzi e vita emlékét. A bihari kálvinisták ellen irányult a Váradon még református iskolában nevelkedett Pázmány Péter Nagyszombatban kiadott munkája, Az nagy Kálvin Jánosnak hiszek egy Istene (1609). Pázmány Alvinczi Péterrel (egykori iskolatársával) szállt vitába öt híres levelében, s ugyancsak ellene irányult a bihari rendeknek ajánlott munkája, Az igazság győzelme, melyet az Alvinczi Péter tükrében megmutatott (1614).

## 1660 után
A 17. század közepéig virágzó város 1660-ban, a július-augusztusban 44 napig tartó ostrom után török kézre került: az eseményeket átélő Szalárdi János Siralmas krónikájában, Székelyhídi Paskó Kristóf, I. Rákóczi György bihari születésű diplomatája verses elbeszélésben (Siralom a nemes és régente híres Erdélyországnak keserves és szomorú pusztításáról), Evlija Cselebi török utazó pedig török részről, szintén szemtanúként örökítette meg magyarországi utazásaiban. Szalárditól tudjuk, hogy a várat végül is feladó maroknyi védősereg magával vihette a kollégium könyvtárát és levéltárát, sőt a félig kinyomott Biblia íveit is. Várad ezt követően 32 évre török végvárrá vált.

## 18-19. század
Az 1692-es felszabadulással kezdetét vette a mintegy 130 évig tartó "Pax Habsburgica". A császári hatalom a katolikus egyházat juttatta előnyökhöz; a reformátusok szinte teljesen kiszorultak a művelődési életből is. Az építés kezdetei Benkovich Ágoston püspök nevéhez fűződnek, aki felépítette a város katolikus templomát (1699), s megvetette egy papnevelde alapjait. 1717-ben hozzákezdtek a második székesegyház felépítéséhez, s az épülő rendházakba rendre visszatértek a szerzetesek: a jezsuiták, a ferencesek, a pálosok, az irgalmas-rendiek, az Orsolya-apácák, a kapucinusok, a premontreiek. A Benkovich püspök alapította papnövelde 1718-ban már jezsuita magistert kap, s az iskola 1735-től retorikai és poétikai osztályokkal működik. 1773-ban a premontreiek szervezik újjá a fiúgimnáziumi oktatást, 1780-ban pedig bölcsészeti, 1788-ban jogakadémiát alapítanak.
A város kulturális fejlődésének valóságos virágkora Patachich Ádám püspökségének bő másfél évtizede (1759-76). A püspököt latin nyelvű verseiért már korábban tagjává választotta a római Arcadia Academia; váradi udvara a szín- és zeneművészet központjává vált. Udvari zenésze rövid ideig Michael Haydn (1760), majd 1764-76 között Carl Ditters von Dittersdorf. Udvarához tartozik a tudós kanonok, Gánóczy Antal, Metastasio magyar fordítója, aki Bécsben megjelent munkájában feldolgozta a váradi püspökség történetét (Episcopia varadienses fide diplomatum concinnati, 1776). 1747-ben itt élt Pray György, a tudós jezsuita; a püspöki könyvtár jeles könyvtárnoka, az olasz költő, Marioso Jacob, és Molnár János jezsuita tanár, az Iliasz magyar fordítója. Három évig Váradon tanított Révai Miklós költő, nyelvtudós, a Magyar Alagyák (1778) szerzője, s Baróti Szabó Dávid, aki a váradi jezsuita rendháznak is krónikása, s akit 1775-ben itt ért a rend feloszlatása. Keresztury József jogakadémiai tanár 1806-ban itt írta meg a váradi püspökség és káptalan történetét; ugyancsak itt élt Lefkóczy Király László, aki 1817-ben krónikaszerűen örökítette meg "a város állapottyát", s Miller Jakab Ferdinánd jogakadémiai tanár, aki szintén foglalkozott a város történetével, és megírta a váradi nyomdászat történetét (1803).
A jakobinus eszmék is visszhangra találtak Biharban az értelmiség körében. A véresen megtorolt mozgalomhoz tartozott Balugyánszky Mihály jogakadémiai tanár, Dudek Jakab orvos és a korábban Váradon tanító, rövid ideig gróf Teleki Sámuel főispán mellett titoknokként működő Szentjóbi Szabó László. Váradon látott napvilágot Budai Ferenc református lelkész háromkötetes nagy műve: Magyarország polgári históriájára való lexikon a XVI. század végéig (1804-1805).
A szellemi törekvések célja ekkor már a magyar nemzeti irodalom és művelődés ápolása; ebben játszik fontos szerepet a váradi színjátszást is támogató gróf Rhédey Lajos főispáni helytartó. Az ő feleségének temetésén mondotta el búcsúztató bölcselő költeményét (A lélek halhatatlanságáról) Csokonai Vitéz Mihály, akinek Váradon több művét is kiadták: a Dorottyát (1804), a Lilla-dalokat (1805), az Ódákat (1805), Máramarosi Gottlib Antal, illetve második kiadásban (1808-1809) Tichy János nyomdájában.
A reformkor és az 1848–49-es forradalom és szabadságharc, majd a Bach-korszak látszólag eseménytelenül múlt el Várad fölött, de a magyar színtársulatok sűrűn keresték fel a várost, 1829-ben terv készült egy állandó színház felépítésére. 1850-ben viszont egyesültek a város addig különálló részei, s ezzel megindult a rohamos polgári fejlődés: 1852-ben a központban már utcai világítás van; 1858-ban megnyílik a Püspökladányt Nagyváraddal összekötő vasútvonal, s ugyanabban az évben hozta létre nyomdáját Hügel Ottó, az 1862-ben megjelenő első váradi napilap, a Bihar kiadója. Ennek a lapnak, valamint az utána következő Nagyváradnak (1870), Szabadságnak (1875), Nagyváradi Naplónak (1878) az alapjait már egy radikálisabb reformokért lelkesedő értelmiség vetette meg. A konzervatív katolikus irányzatnak majd csak a század végére születik meg a saját orgánuma, a Tiszántúl (1894), amelynek létrehozásában Schlauch Lőrinc kanonoknak van meghatározó szerepe. 1880 óta már Váradon jelent meg a Pesten alapított Familia, amely nemcsak a vidék, de egész Erdély, sőt a Kárpátokon túli román nyelvterület egyik fontos irodalmi lapjává vált Iosif Vulcan szerkesztésében.

## A 20. század eleje
A lapok megjelenése serkentő hatással volt a gyorsan fejlődő város szellemi életére, ugyanakkor a 19-20. század fordulójának magyar irodalmi forradalma számára is értő közönséget nevelt. Jeles újságírók a Nagyváradnál Bodor Károly, Dús László, Ember György, Gyalokay Lajos, Mezei Mihály, Rádl Ödön, Ritoók Zsigmond, Váradi Mór, Iványi Ödön, Thury Zoltán, Hegyesi Márton, Böszörményi Géza, Winkler Ödön; a Szabadságnál Márkus László, Hlatky Endre, Lovassy Andor, Szirmay Ödön; a Nagyváradi Naplónál Dési Géza, Fehér Dezső, Adorján Emil, Dénes Sándor, Várady Zsigmond; a Tiszántúlnál Krüger Aladár.
A sajtóval párhuzamosan, sőt azt még meg is előzve, létrejöttek Váradon is a polgárosodás igényeinek megfelelő társadalmi, szakmai és tudományos testületek. Legrégibb közülük a Polgári Lövészegylet (1837) és az Önkéntes Tűzoltó Egylet (1846), amelyek persze nevüknél jóval tágabb tevékenységi kört takarnak. De 1868-ban Mezei Mihály elnökletével már megalakult a Polgári Kör, s ugyanabban az Évben az Orvos, Gyógyszerész és Természettudományi Egylet, 1872-ben a Bihar megyei Régészeti és Történelmi Egylet (amely 1875-től szakközlönyt is kiadott, benne sok értékes helytörténeti tanulmánnyal, miközben mindjárt megalakulása évében létrehozta a Nagyváradi Múzeumot is). 1885-ben Tanítókör alakult, majd Zenekedvelők Egyesülete, 1892-ben pedig megszületett a Szigligeti Társaság. Ennek egyik alapítója Endrődi Sándor költő, akkortájt a főreáliskola tanára (1880-91), aki a Társaság 1895-ös felolvasóülésén mutatta be híres kuruc verseit. A Társaság különben hatékony támogatója volt az irodalomnak, s külön figyelmet fordított a fiatalokra, akiknek útját pályázatok kiírásával egyengette. Elnöke 1896-1916 között Rádl Ödön volt; könyvtárbizottsága a város négy különböző részében létesített népkönyvtárat. Tevékeny tagjai közé tartozott Gyalokay Lajos egykori 48-as honvédtiszt, a szabadságharc történetének kutatója, Kecskeméti Lipót főrabbi, arab és jiddis nyelvű költemények fordítója, Váradi Zsigmond közíró, Sas Ede újságíró.
A váradi írói forradalom kiváltója tulajdonképpen épp a Szigligeti Társaság volt, amelynek konzervatív szellemű elnöke, Rádl Ödön heves támadást intézett a fiatalok ellen (Régiek és modernek. Szabadság 1900. március 25.). A cikkre Ady Endre válaszolt, aki határozottan kiállt az új magyar művészet mellett (uo. 1900. március 29.). Országos visszhangja volt Ady egy másik cikkének is, amelyben Somló Bódog védelmére kelt (Nagyváradi Napló, 1903. máj. 29.). Ekkor már köréje tömörült váradi éveinek sok jeles társa: Balázs Béla, Bíró Lajos, Dutka Ákos, Emőd Tamás, Juhász Gyula, Krúdy Gyula, Nagy Endre, Nagy Mihály, dr. Dénes Sándor, Somlyó Zoltán, Szűts Dezső. E kör radikális művészi törekvései hívták életre a Holnap Irodalmi Társaságot is, amelynek szervezője az 1908-11 között Váradon tanárként működő Juhász Gyula, szellemi vezére pedig Ady Endre volt. A holnaposok két lírai antológiájukkal (1908, 1909) egyszerre az irodalmi érdeklődés és a támadások középpontjába kerültek. A harcvonalak persze nem voltak pontosan elhatárolhatók, s így került sor – a Holnap kísérőjelenségeként – a "Duk-duk-affér" néven ismert sajtóvitára, amelynek során a konzervatív erőknek sikerült Adyt egy időre szembeállítaniuk a holnaposokkal.

## Trianon után
Az I. világháborút lezáró forradalmak hónapjai még egyfajta megújulás reményét hozták az események központjához, Budapesthez közelebb fekvő Nagyvárad életében. 1919 februárjában már létrejött az Ady Endre Társaság, rövid időközben két irodalmi folyóirat is szárnyat bont: a Magyar Szó és a Tavasz; mindkettő a Holnap jelezte úton kívánt haladni. 1920-ra azonban már összeolvadt a két folyóirat, s nem sokkal ezután visszaszorultak szerzőik a napilapok mellékletébe. Fiatal váradi értelmiségiek megpróbálták – Ady szellemében – létrehozni "a dunai népek kultúrligáját". Kétnyelvű folyóiratot is indítottak Aurora címmel (1922-23), az a politikai légkör azonban, amelyet a Gyulafehérvári Határozatok, majd a trianoni békeszerződés következményeként berendezkedő román államhatalom teremtett, az ilyen hídverő kísérleteket kudarcra ítélte. Jellemző, hogy az Aurora társszerkesztője, Keresztury Sándor az 1930-as években már Alexandru Olteanu néven ádáz magyarellenességével szerzett hírnevet magának.
A magyar társadalom helyzete Nagyváradon is megrendült az 1920-as években. A kiegyezés után létrejött magyar társadalmi szervezetek közül csak kevés és hosszabb-rövidebb huzavona után nyerte el a hivatalos jóváhagyást működése felújítására (egy 1930-as számbavétel mindössze négy egyesületet sorolt fel), a háborút megelőzően létesült 25 nagyváradi köz- és iskolai könyvtár közül 12-nek a sorsáról szintén nem tud a számbavételt végző Erdélyi magyar évkönyv. A sajtó és a könyvkiadás viszont fellendült (érthető, hisz Budapesttől elvágva, a könyvbehozatallal szemben támasztott hatósági akadályok körülményei között az erdélyi magyar olvasó és író önellátásra kényszerült): 1919-40 között 582 könyv jelent meg Nagyváradon 31 nyomdában, amelyek közül a Kálvin Nyomda 158, a Sonnenfeld Adolf Rt. 125, a Szent László Könyvnyomda 100 címmel szerepel. Ugyanebben az időszakban összesen 147 lap lát napvilágot (persze ebben a számban egységként szerepelnek a huszonkét év alatt folyamatosan megjelenő napilapok és az egy-két számot megért lapkísérletek), s az is sokatmondó adat, hogy a Nagyváradi Újságíró Klubnak 1930-ban 965 tagja volt, s a klub könyvtárában a tagok 59 napi-, 55 hetilap és 66 folyóirat közül válogathattak.
A sajtó célja bevallottan a társadalmi tudat megszilárdítása, a Trianon-traumával küzdő erdélyi magyar értelmiség lelki megerősítése. A korszak jelesebb váradi újságírói szintén elkötelezettjei voltak az irodalomnak is. Különleges érdemük, hogy lapjaikat ennek a sajátos léptékű városnak a vetületére tudták varázsolni. Ez a magyarázata a sajtó fellendülésének: az olvasmányosság, a népszerűség, amelyet elnyertek anélkül, hogy hajszolták volna. A két legjelentősebb napilap, a Nagyvárad és a Nagyváradi Napló élén álló Fehér Dezső és Hegedűs Nándor tanúi, részesei voltak a holnaposok mozgalmának, valamikori újságírótársai Adynak, s jól ismerték a város valós helyzetét is. Nem túlzás tehát azt mondani, hogy döntő módon meghatározták a váradi sajtó következő negyedszázadát. Hegedűs Nándor névtelen vezércikkeivel közvéleményt formált, Megjegyzések c. tárcarovata pedig mára kordokumentum értékű. Hírlapirodája mellett kölcsönkönyvtár is működött. Hasonló sikere volt az 1929-ig Váradon élő Gulácsy Irén szociálpolitikai riportjainak is. Amikor eltávozott, szerepét Udvary Gyöngyvér vette át.
A korszerű újságírás megteremtésében Váradon nagy szerepe volt Fehér Dezsőnek is, aki 1935-ben bekövetkezett haláláig a Nagyváradi Napló élén állt. Ápolója az Ady-örökségnek (1927-ben "Ha hív az acélhegyű ördög..." címmel válogatást jelentetett meg váradi publicisztikájából, s ez a kötet állítja először az újságíró Adyt a figyelem középpontjába). Ugyanakkor, mint Várad szellemi és társadalmi életének kiváló ismerője, nagyszabású kultúrtörténeti emlékkönyvet kezdeményezett (Bihor-Bihar megye, Oradea-Nagyvárad kultúrtörténete és öregdiákjainak emlékkönyve (Nagyvárad, 1933-37).
1922-ben a Szigligeti Társaság is visszanyerte működési jogát, s ettől fogva keretet biztosított a szellemi és művelődési élet megnyilvánulásai számára, az irodalmi értékek megőrzésére. Pályázatokkal támogatta a kezdőket, serkentette az új kezdeményezéseket. Elnöke 1929-ig Gulácsy Irén, azután volt fáradhatatlan főtitkára, Perédy György. 1931-ben a Társaság részvételével leplezték le Érsemjénben Kazinczy Ferenc szobrát. Bárdos László, Horváth Imre, Kempner Magda, Ruth Klára, Sárközi Gerő verskötetei a Társaság kiadásában jelentek meg. Támogatásukkal mutatkoznak be a fiatalok a Tíz tűz című antológiában.
1931-ben került Nagyváradra Berde Mária, aki a következő évben Tabéry Gézával és Szántó Györggyel megindította Az Írás c. irodalmi és művészeti hetilapot. Ugyancsak Berde és Tabéry alakította meg Váradon – a Helikonon belüli ellentétek kiélesedésével – az Erdélyi Magyar Írói Rendet, amelybe Olosz Lajost, Károly Sándort és Szombati-Szabó Istvánt is bevonták. Szabadelőadásokat szerveztek a nagyobb erdélyi városokban, könyvsorozatot adtak ki, amelynek támogatására a Nyugat Kiadót is megnyerték.
A két világháború között megnövekedett az egyházak szerepe a magyar kultúra fenntartásában. A római katolikus egyház iskolái, köztük az 1580-as évekre visszavezethető premontrei gimnázium és az Orsolya-zárda leánynevelő intézete a szülők révén szélesebb körű közönséget vonzott rendezvényeire. Az egyházi sajtó legjelentősebb fóruma az Erdélyi Lapok volt, Paál Árpád főszerkesztővel az élen; emellett hat ifjúsági vagy a felnőtt hívőkhöz szóló katolikus lap és folyóirat jelent meg 1920-40 között.
A református egyház Trianon után Nagyvárad székhellyel szervezte meg második, Királyhágómelléki református egyházkerületét, amelynek Iratterjesztése keretében és azon kívül élénk egyházi irodalmi és lapkiadói munka folyt. Váradon jelent meg a Református Híradó, a Reformátusok Lapja, a Gyermekkönyvtár, s itt adták ki a Református Könyvtár 80 füzetét is.
Jelentős szerepet játszott Várad magyar művelődési életében a zsidóság is: hosszú életű és népszerű lapok élén, a tudományos, művelődési és szakmai egyesületekben találjuk ott jeles személyiségeit. Belső életét a váradi zsidóság az 1722-ben alakult ortodox és az 1870-ben létesült neológ hitközségekben élte, amelyek több elemi iskolát, polgári fiú- és leányiskolát, 1920-tól pedig reálgimnáziumot tartottak fenn; a két háború között hosszabb-rövidebb ideig öt (részben magyar-német, magyar-román, illetve jiddis nyelvű) lapot jelentettek meg, kiadták a Zsidó Reneszánsz Könyvtár c. sorozatot. 1944 nyarán történt elhurcolásukról és tragédiájukról öt évtizeddel később Mózes Teréz írt megrázó könyvet (Váradi zsidók. Nagyvárad, 1995).
Még az első világháborút megelőző évekre vezethető vissza a munkás-művelődés: 1918-ban megalakult a grafikai munkások Gutenberg Dalköre Andrássi Ede karnagy irányításával, 1923-ban több dalárda egyesüléséből létrejött az Összmunkás Dalkör. Új fejlemény az OMP helyi művelődési szakosztálya és az egyházak aktív támogatását élvező Nagyváradi Magyar Dalkör létrehozása 1930-ban. Karvezetői Andrássi Ede és Székely Gyula.
Az 1930-as években beköszöntött gazdasági válság, s a politikai harcok előtérbe kerülése az irodalmi-művelődési élet háttérbe szorulásával járt együtt. Ebben az időben indította útra körkérdéseit a nagy múltú Familia a román és a magyar irodalom közelítésének esélyeiről, s a *"váradi hídverés" néven ismertté vált kezdeményezés messze túlnőtt a folyóirat keretein. Jeles magyar és román írószemélyiségek válaszoltak kedvezően a kezdeményezésre. A Biharfüredre tervbe vett írótalálkozót azonban megtorpedózza a román politika: Babits Mihálytól megtagadták a beutazási engedélyt, s ezzel – majd a háború közeledtével, a fasizmus előretörésével – a szép kezdeményezés kudarcba fulladt.
Világnézeti változások első jelzése a költő tragikus halálát követően kezdeményezett József Attila Irodalmi Társaság, amelynek létesítését Antal Hjalmár, Arató András, Bélteky László, Bárdos László, Csehi Gyula, Erdélyi Ágnes, Fekete Ferenc, Gábor István, Gyárfás Endre, Halmai Árpád, Horváth Imre, Korvin Sándor, Pásztor Miklós, Radó Árpád és Robotos Imre szorgalmazta, de amelynek működési lehetőségét derékba törte a történelem. Az 1930-as évek vége irodalmi szempontból a hanyatlás kora Váradon. Csak a pódiumon időnként megjelenő Tessitori Nóra előadóestjei nyújtanak élményt, népszerűsítik a kortárs magyar költészetet.

## A II. világháború alatt
Az 1940-44 közötti rövid időszakban Márai Sándor (1942) és Németh László (1943) előadóestjei éreztetik az eszmeváltás időszerűségét. Ezekben az években jelenik meg Bélteky László és Nadányi Zoltán egy-egy verskötete (utóbbi Balogh István illusztrációival), Horváth Imre Tavaszi ág (1941) c. verskötete. Ő ugyanekkor írja A sárga ház c. versciklust is, amely már a megbomlott világ lírai vetülete.

## 1944 után
A II. világháború – a zsidó értelmiség tömeges megsemmisítésén túl is – nehezen gyógyuló sebeket ejtett Várad magyar irodalmi életén. Az újraindulásban Csehi Gyulának, Miklóssy Gábornak s a fiatal Bajor Andornak és Hornyák Józsefnek van szerepe. Létrejön a Nagyváradi Munkás Athenaeum, feléled a munkás-dalosmozgalom (Lukács László, Soós András és Kis Magdolna vezetésével), s rövid ideig még a székesegyház ének- és zenekara is működik (Bíró László irányításával). Az 1944-49 közötti években 67 könyv és 7 lap jelenik meg (legnagyobb részük az Orosz Könyv, az Új Élet néven alakult könyvkiadók, az Athenaeum és a Grafika nyomdák kiadásában). A könyvkiadás és az országos hatáskörű sajtó azonban igen hamar Kolozsváron, majd Bukarestben erősödött meg; a város szellemi életének addigi serkentői is ezekbe a központokba költöztek át. Várad – a nyomdákat is érintő államosítás után – 1948-tól már csak mint a romániai magyar könyvtermés (jelentős, de nem önálló) kivitelezője jöhet számításba: 1950-53 között (s ez jellemző a helyzetre az 1960-as évek végéig) 112 könyv készült az itteni állami nyomdában, de abból egyetlen könyvön szerepel váradi kiadó: a Királyhágómelléki református egyházkerület.
Ami a sajtót illeti, az 1944 ősze után indult 7 helyi lap közül egyedül a Kommunista Párt 1946-ban indított lapja, a Fáklya című napilap volt hosszú életű: 1989. december 22-ig folyamatosan jelent meg. Az 1948-89 közötti négy évtizedet négy iskolai lap, két üzemi lap, hét alkalmi politikai lap képviseli (egyetlen számtól hét évig terjedő élettartammal), továbbá a Fáklya 1979-80-ban megjelentetett Bihari Napló c. melléklete és – az egész korszak legjelentősebb szamizdat-lapja – az Ellenpontok (1981-83).
Az 1968-as „megyésítéssel” együtt járó decentralizáció eredményeként a helyi könyvtermés is egyszerre megszaporodik: 1985-ig összesen 44 Nagyvárad helymegjelöléssel kiadott önálló művet ismerünk, s ezek közül 12 a megyei Népi Alkotások Háza kiadásában jelent meg.
Ugyanakkor az immár megyei pártlap, a Fáklya tartalmában is változás érződött. Lakatos András (1969-74) és Illés Ferenc (1974-től) főszerkesztősége idején a lap irodalmi igényű vasárnapi oldallal bővült (szerkesztői Implon Irén és Fábián Sándor). Állandó rovat a Látóhatár és a Fáklya Galéria (az utóbbit Köteles Pál vezette 1973-78 között, majd távozása után Implon Irén). A Fáklyában megjelent, Horváth Imrével folytatott beszélgetéseit rendezte sajtó alá Fábián Imre (Gyónásom. Nagyvárad, 1992), s ugyancsak e lapban közölt tizenöt glosszáját foglalta kötetbe Implon Irén is (Nagyváradi tollrajzok. Nagyvárad, 1993).
Nagyvárad szellemi életében az 1955-ben megnyílt Ady Endre Emlékmúzeum hozta az első gazdagodást. Szervezője az Ady-kultusz kiemelkedő romániai magyar személyisége, Tabéry Géza volt. Ugyancsak az 1950-es években alakult, de 1968 után vált Nagyvárad magyar szellemi életének egyik fókuszává az Ady Endre Irodalmi Kör, amelyet Horváth Imre, Tóth István, Kelemen István vezetett, az 1970-es évektől pedig Messzer László, Tőke Csaba, Domokos Eszter, Tóth Károly Antal, majd Fábián Imre. A kör tagjainak írásaiból állt össze a Tavasz 69 című antológia (Nagyvárad, 1970); a tagok közül többen (Fábián Sándor, Szele Vera, Szele Péter, Váradi B. László, Varga Gábor, Molnár János, Gittai István, Adonyi Nagy Mária, Kőrössi P. József) önálló kötetekkel, vagy a Harangláb (1973), a Varázslataink (1974) és a Kimaradt szó (1979) c. antológiákban szerepeltek. Ebből a körből kerültek ki Szőcs Géza munkatársai az Ellenpontok c. szamizdat-folyóirat kiadásához.
Az 1970-es évek elején indult, kezdetben Robotos Imre vezetésével, az Irodalmi kerekasztal, amely különösen 1978-tól, Bölöni Sándor és Varga Gábor vezetése alatt vált élénk művelődési vitafórummá. Az irodalmi, nyelvtudományi, helytörténeti kérdésekkel foglalkozó, népes közönséget vonzó találkozókra az ország ismert íróit, kutatóit hívták meg előadóknak. 1982. február 23-án ebben a keretben került sor a Romániai Magyar Irodalmi Lexikon I., majd 1992-ben II. kötetének az ünnepélyes bemutatására, amelyeket (akárcsak az utána következőt) a nagyváradi nyomdaipari vállalat állított elő. Ugyancsak ebben az időben élte virágkorát a Kortárs Színpad (alapította Kőrössi P. József 1971-ben) a műkedvelő keretet messze meghaladó művészi teljesítményeivel. Nemcsak a várost, de az egész megyét átfogó mozgalommá terebélyesedett az a Fábián Imre által kibocsátott felhívás, amely népköltészeti értékek gyűjtésére ösztönzött. Ennek eredményeként rendezte sajtó alá Fábián Imre a Bihari gyermekmondókák (1982) c. kötetet, a kiskereki Koczkás Sándor meséit (Világszép asszony. 1984), a Zöldike királyfi cím alatt megjelent nagyszalontai meséket (Kolozsvár, 1989) s a tréfás és erotikus meséket tartalmazó, A házasulandó fiú (Nagyvárad, 1992) és a Bihari találós mesék, találós kérdések, mesetalányok (Nagyvárad, 1994) c. köteteket.
Az 1980-as évek közepén már egyre nagyobb nyomás nehezedett a diktatúra hatalmi szervei részéről ezekre az intézményekre. A hatalom a megfélemlítés legkülönbözőbb eszközeivel: letartóztatásokkal, házkutatásokkal, lelki terrorral törte le a szerveződéseket. Az Ellenpontok szerkesztőit és terjesztőit letartóztatták, majd kiutasították az országból, az irodalmi-művelődési rendezvények közönségét megfélemlítették. Ilyen körülmények között érte meg Várad is a diktatúra bukását, 1989. december 22-én.

## Az 1989 utáni első évtized
A város magyar szellemi életének 1989 utáni évtizede a nagy újrakezdések jegyében alakult. A diktatúra hatalmi szervei által elnémított irodalmi fórumok újraalakultak, s melléjük – a társadalom szabad szerveződéseinek szellemében – újak sokasága született. Az 1990-92-es években végzett számbavétel több mint félszáz rövidebb-hosszabb életű lap alapításáról, megindulásáról tartalmazott adatokat. Köztük volt országos napilapként a Stanik István főszerkesztősége alatt indult, majd 1993-tól hetilappá alakult Erdélyi Napló (élén egymást váltotta Szőcs Géza, Gazda Árpád, Adonyi Nagy Mária, Tompa Z. Mihály, Fábián Imre, Mihálka Zoltán, Dénes László), az erőteljes helyi lapként végig fennmaradt Bihari Napló (1990-); voltak egyházi lapok: a Királyhágómelléki református egyházkerület által kiadott Harangszó (1990-) és Partiumi Közlöny (1991-), a baptista Szeretet és Mustármag (mindkettő 1990-től); volt rejtvénymagazin, az Észbontó (1991-92), vicclap, a Fakutya és a Majomsziget (utóbbi csak 1990-ben); voltak iskolai lapok: a Kavics, a Talizmán és a Tégla, tallózólap: a Média s az első időben a kolozsvári Helikonnal és a bukaresti A Héttel versenyre kelő, Tőke Csaba alapította Kelet-Nyugat. A Romániai magyar ki kicsoda? (Nagyvárad, 1998) már csak 8 periodikát tartott számon, azok között is két újat: a Jakabffy Elemér két háború közötti kisebbségvédelmi folyóiratát folytató, 1993-ban újra indított Magyar Kisebbséget és a Királyhágómelléki református egyházkerület hivatalos lapjaként megjelenő Partiumi Közlönyt. Előbbi szerkesztőbizottságában a főszerkesztő, Tamás Sándor mellett ott van Borbély Zsolt Attila, Markó Attila, Székely István, Szőcs Géza, Toró T. Tibor, munkatársai körében pedig Balázs Sándor, Fábián Ernő, Molnár Gusztáv, Varga Attila; utóbbi maga is időszaki mellékletet ad ki Partium címmel (az EKE Bihar megyei osztálya és a Partiumi és Bánsági Műemlékvédő és Emlékhely Bizottság lapját, Dukrét Géza szerkesztésében).
A társadalmi önszerveződés eredményeként a 2000. évben Nagyváradon 20 egyesület és művészegyüttes (ezek közül 3-3 általános műveltségi, színházi és jótékony célú, 2-2 irodalmi, tudományos egyesület és kórus; s 1-1 turisztikai, iskolai, képzőművészeti, ifjúsági és gazdasági egylet) neve és adatanyaga szerepel ugyancsak a Ki kicsodában. De jelen vannak az önszerveződés más formái is: az alapítványok (számuk 1996-ban 10), s 1990 óta működik 35 000 kötettel a Kanonoksoron a Bunyitay Vince Könyvtár. Van magyar nyelvű rádióadás és önálló helyi magyar tévéműsor. 1990-ben megnyitotta kapuit a Római Katolikus Teológiai Főiskola és a Sulyok István Református Főiskola, 1991-ben a Római Katolikus Szent László Líceum, majd a Lorántffy Zsuzsanna Református Gimnázium s 1994-ben az Ady Endre Sajtókollégium. Újraalakult a székesegyházi kórus és zenekar (Balogh Mihály és Kristófi János vezetésével), a református gyülekezeti énekkar. Az állami nyomda mellett alapítványi támogatással saját nyomdát létesített a református egyház, saját nyomdája van a Bihari Naplónak, az Erdélyi Naplónak, az Enacon Kiadónak. Különben az 1990 óta Nagyváradon megjelent könyvek hét kiadó emblémáját viselik: az említetteken kívül több, váradi vonatkozású kiadványt jelentetett meg a Didaktosz, a Literator és saját kiadásban jelenteti meg könyveit, lapjait a Baptista Egyház.
Váradnak kiemelkedő rendezvénysorozata az 1992 óta évről évre megrendezésre kerülő Varadinum, amely fokozatosan az egyetemes magyarság kiemelkedő szellemi és lelki együtt ünneplésének alkalmává vált.
A nagy múltú egyházi, felekezeti iskolák hagyománya is újraéledt az 1990-es években: gazdag egyház- és iskolatörténeti tartalommal, a neves tanárokról írott portrékkal megjelent A nagyváradi Premontrei Öregdiákok Emlékkönyve; az egykori, dr. Kecskeméti Lipótról elnevezett váradi Zsidó Líceum növendékei pedig Izraelben Zsidlic címmel adtak ki időszakosan megjelenő emlékfüzetet.
Az 1990 óta helyi kiadásban megjelenő könyvek már a magára találó Nagyváradot jelzik. Sőt a régebbi idő óta kész, de a diktatúra által fiókba rekesztett művek mostani napvilágra kerülésével azt is, hogy ez a magára találás jóval az 1989. decemberi fordulat előtt megkezdődött. Indig Ottó László most jelentette meg a váradi magyar színészet másfélszáz éves múltját feldolgozó színháztörténetét (A nagyváradi színészet másfél évszázada. 1991) és váradi sajtótörténetét (Váradi Parnasszus. Nagyvárad, 1994), F. Diósszilágyi Ibolya most tette közzé több évtizedes – s új adatokat hozó – kutatási eredményeit Juhász Gyula váradi éveiről (Költő a Holnap városában. Nagyvárad, 1994), megjelentek Jakobovits Miklós művészeti írásai (Gondolatok az erdélyi képzőművészetről. Nagyvárad, 1994), Péter I. Zoltán ("Hogy látva lássanak". Nagyvárad, 1995) és Ötvös Béla (Megidézett múlt. Nagyvárad, 1994) Ady váradi éveit viszi be újra a köztudatba. Gáll Ernő alapvető munkájában elemzi napjaink veszedelmes ideológiáját (A nacionalizmus színeváltozása. Nagyvárad, 1994), míg Mózes Teréz két könyvében ennek végletes formáját, a fasizmust mutatja meg, amelynek Várad sok ezer zsidó polgára esett áldozatul (Bevérzett kőtáblák. Nagyvárad, 1993; Váradi zsidók. Nagyvárad, 1995). Felidéződik a legközelebbi múlt is: az Ellenpontok két résztvevője is megírta a Ceauşescu-diktatúrával szembeszálló folyóirat történetét: Molnár János az Egyetlen. Az Ellenpontok és az ellenpontosok története (Szeged, 1993) és Tóth Károly Antal: Hova-tovább. Az Ellenpontok dokumentumai (Stockholm-Szombathely, 1994).
1989 után feléledt a váradi emlékirat-irodalom (köztük Jósa Piroska, Galántai Tibor).